# Coeligena helianthea
O inca-de-barriga-violácea ou Inca-de-garganta-azul (Coeligena helianthea) é uma espécie de ave da família Trochilidae (beija-flores).
Pode ser encontrada nos seguintes países: Colômbia e Venezuela.
Os seus habitats naturais são: regiões subtropicais ou tropicais húmidas de alta altitude e matagal tropical ou subtropical de alta altitude.